# Johanna Borski

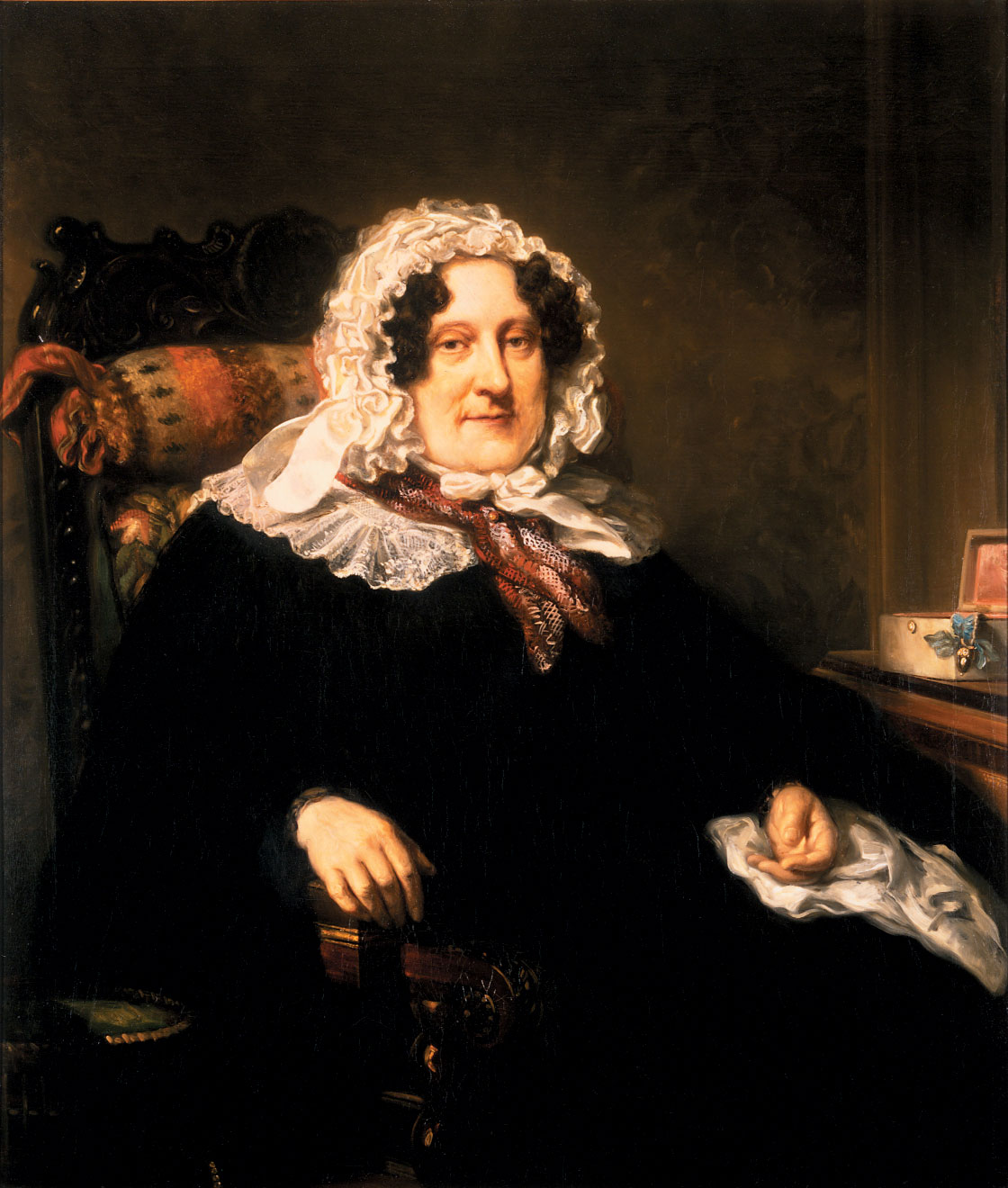
Johanna Jacoba Borski - van de Velde.
Het schilderij hangt in Museum Van Loon en is een kopie naar een schilderij van Nicolaas Pieneman (1809-1860).

Johanna Jacoba Borski-van de Velde (Amsterdam, 26 augustus 1764 - aldaar, 12 april 1846) was een Nederlands bankier. Zij is een van de bekendste personen uit de familie Borski.

## Achtergrond
Haar vader Johannes van de Velde was vlas- en textielkoopman in Amsterdam. Op 19 december 1790 trouwde zij in haar woonplaats met Willem Borski (1765-1814), commissionair in effecten, makelaar in fondsen en participant, onder andere met Hope & Co, in  financiële ondernemingen, waaronder leningen aan Rusland en Spanje. Ook handelde hij in rijst en graan.
Als Willem op reis is, behartigt Johanna Borski zijn zaken. In 1812 is hij een van de rijkste inwoners van Amsterdam. Hij heeft een huis aan de Keizersgracht en in 1805 koopt hij landgoed Elswout in de Kennemerduinen bij Overveen. Als Willem Borski in 1814 overlijdt, erft zijn weduwe een groot vermogen, zes herenhuizen in Amsterdam en het landgoed. Zij zet de zaken van haar man voort als de Firma Weduwe W. Borski, samen met procuratiehouder Johannes Bernardus Stoop. Die heeft zij nodig, want als vrouw is zij niet welkom op de Effectenbeurs.
Willem en Johanna Borski hadden tien kinderen, van wie er twee vroeg overleden. Ook enkele kinderen hadden goede relaties met de rijke koopmansfamilies: 
- Hun oudste zoon David (1793-1870) trouwde in 1816 met Anna Jacoba Insinger.
- Hun tweede zoon Willem (1799-1881) trouwde met Cathérine Antoinette Boode.
- Hun derde dochter Wilhelmina Johanna Jacoba (Amsterdam, 11 augustus 1800 - 17 november 1894) trouwde in 1836 met Albrecht Frederik Insinger (Amsterdam, 28 augustus 1788 - aldaar, 12 maart 1872).
- Anna Catharine, huwde in 1819 met Jacob Staats Boonen, heer van Wijngaarden en Ruybroek, adjudant van zijnen majesteit en kolonel commandant van de dienstdoende schutterij der hoofdstad
- Hun jongste zoon Johannes (Jan) (1807-1891) trouwde met Olga Emilie Sillem (Sint-Petersburg 28 september 1814 - Amsterdam 3 januari 1899), de jongste van de zes dochters van de bankier Jérome Sillem (Hamburg 27 juli 1768 - Amsterdam 19 april 1833), vennoot van het bankiershuis Hope & Co.

## Firma Weduwe W. Borski
Het bedrijf van de Weduwe Borski groeit. Wanneer Koning Willem I der Nederlanden in 1814 De Nederlandsche Bank opricht, worden er 5000 aandelen uitgegeven. Er is geen vertrouwen in deze nieuwe bank en er worden slechts 3000 aandelen verkocht. De weduwe biedt aan de resterende 2000 aandelen te kopen voor 2 miljoen gulden, op de voorwaarde dat Koning Willem I in de eerste drie jaren geen extra aandelen uit zal geven. Zoals zij had verwacht, krijgt men vertrouwen in de bank, waardoor de koers stijgt en zij haar aandelen met grote winst kan verkopen.
In 1820 plaatst de firma, samen met Hope & Co Russische leningen voor 120 miljoen gulden en in 1840 voorkomt de weduwe, deels met privévermogen, de ondergang van de Nederlandsche Handel-Maatschappij.
Het privévermogen van de weduwe werd geschat op 4 miljoen gulden, exclusief haar huizen en landgoederen. Zij was daarmee een van de rijkste bewoners van het koninkrijk.
De zoon van de weduwe, Willem Borski II, neemt de zaak steeds meer over en zij trekt zich steeds meer terug op Elswout. In 1844 trekt zij zich terug uit de firma en twee jaar later overlijdt zij. Ze is begraven in de Nieuwe Kerk, samen met haar portretten.
Wanneer haar kleinzoon Willem Borski III in 1884 overlijdt, is er geen opvolger met de naam Borski. Zijn neef jhr. W.H. van Loon en J. Loman, firmanten sinds 1881, nemen de meeste zaken van de firma Wed. W. Borski over onder de naam Van Loon & Co. In 1937 wordt Van Loon & Co overgenomen door Hope & Co. De naam Wed. W. Borski bleef nog tot 1966 bestaan in de vorm van een administratiekantoor, dat in 1959 is opgeheven. De naam Borski keerde terug met de naamgeving van brugnummer 41 tot Johanna Borskibrug (2016).